# Port Gibson (Nueva York)
Port Gibson es un lugar designado por el censo ubicado en el condado de Ontario en el estado estadounidense de Nueva York. En el año 2010 tenía una población de 453 habitantes.

## Geografía
Port Gibson se encuentra ubicado en las coordenadas 43°1′59″N 77°9′27.28″O / 43.03306, -77.1575778.